# Timoteüs I van Bagdad
Timoteüs I (727 - 823) was patriarch van Bagdad en hoofd van de Assyrische Kerk van het Oosten vanaf 779. Hij was schrijver van wetenschappelijke, theologische, liturgische en canonische boeken. Timoteüs werd voor het eerst vermeld als bisschop van Beth Bagash in 769/770.
Gelet op zijn aanzien en de geografische reikwijdte van zijn gezag was Timoteüs de belangrijkste geestelijke leider van zijn tijd, veel invloedrijker dan de westerse paus in Rome en te vergelijken met de oosters-orthodoxe patriarch in Constantinopel. 
Er zijn ongeveer 59 brieven van hem bewaard gebleven die het tijdperk van ruwweg de eerste helft van zijn patriarchaat beslaan. De brieven behandelen Bijbelse en theologische vraagstukken en geven een uitgebreid beeld van de situatie van de kerk in zijn tijd. Een van de brieven beschrijft zijn inwijding van bisschoppen voor de Turken, Tibet, Shiharzur, Radan Ray, Gorgan, Balad en verschillende andere plaatsen. Er werden nieuwe metropolitsche zetels ingesteld in Ray en in Syrië, Turkestan, Armenië en Dailoemaje (aan de Kaspische Zee). In Arabië waren vier bisschoppelijke zetels en Timoteüs vestigde een nieuwe zetel in Jemen. Timoteüs meldde de bekering van de Turkse grootkhan, de khagan, die toen over een groot deel van Centraal-Azië heerste.
De brieven hebben een overeenkomst met de literatuur vanuit de oude christelijke wereld. Omdat hij na zijn verkiezing rond 780 als patriarch (katholikos) van Seleucië naar Bagdad vertrok, was hij bekend met het hof van het Abbasidenrijk en hielp hij bij de vertaling van werken van Aristoteles (Topica vanuit het Oudsyrisch naar het Arabisch) en anderen. Ook hield hij een dialoog in 782 met de derde kalief al-Mahdi. Hij kon daarbij vrijuit spreken, omdat de oosterse christenen een cruciale rol speelden in de ontwikkeling van de islamitische cultuur en politiek. De Kerk van het Oosten had een brede taalkundige achtergrond en leverde diplomaten, adviseurs en geleerden. Oosterse christenen overheersten er het culturele en intellectuele leven. Syrische christenen wezen als eersten op de efficiënte Indiase cijfers, die we nu 'Arabisch' noemen. De kerk hanteerde Oudsyrisch, Perzisch, Turks, Sogdisch en Chinees, maar geen Latijn, omdat die taal buiten West-Europa nauwelijks een rol speelde.
Timoteüs' patriarchaat viel grotendeels samen met het legendarische kalifaat van Haroen ar-Rashid, de zoon van al-Mahdi.
Timoteüs gaf leiding aan negentien metropolieten (hogere geestelijken) en 85 bisschoppen. Ter vergelijking: de middeleeuwse kerk in Engeland had twee metropolieten, een in York en een in Canterbury. De Nestoriaanse Kerk had al metropolieten in Merv (Turkmenistan) en Herat (Afghanistan) en was actief op Sri Lanka en in Malabar toen Canterbury zijn eerste aartsbisschop nog moest krijgen. De nestoriaanse zetels van Boechara, Samarkand en Patna kregen de status van metropoliet. Azië speelt een belangrijke rol in de geschiedenis van het christendom en het christendom is op zijn beurt van belang voor de geschiedenis van Azië. 